# Кучілья-де-Аедо

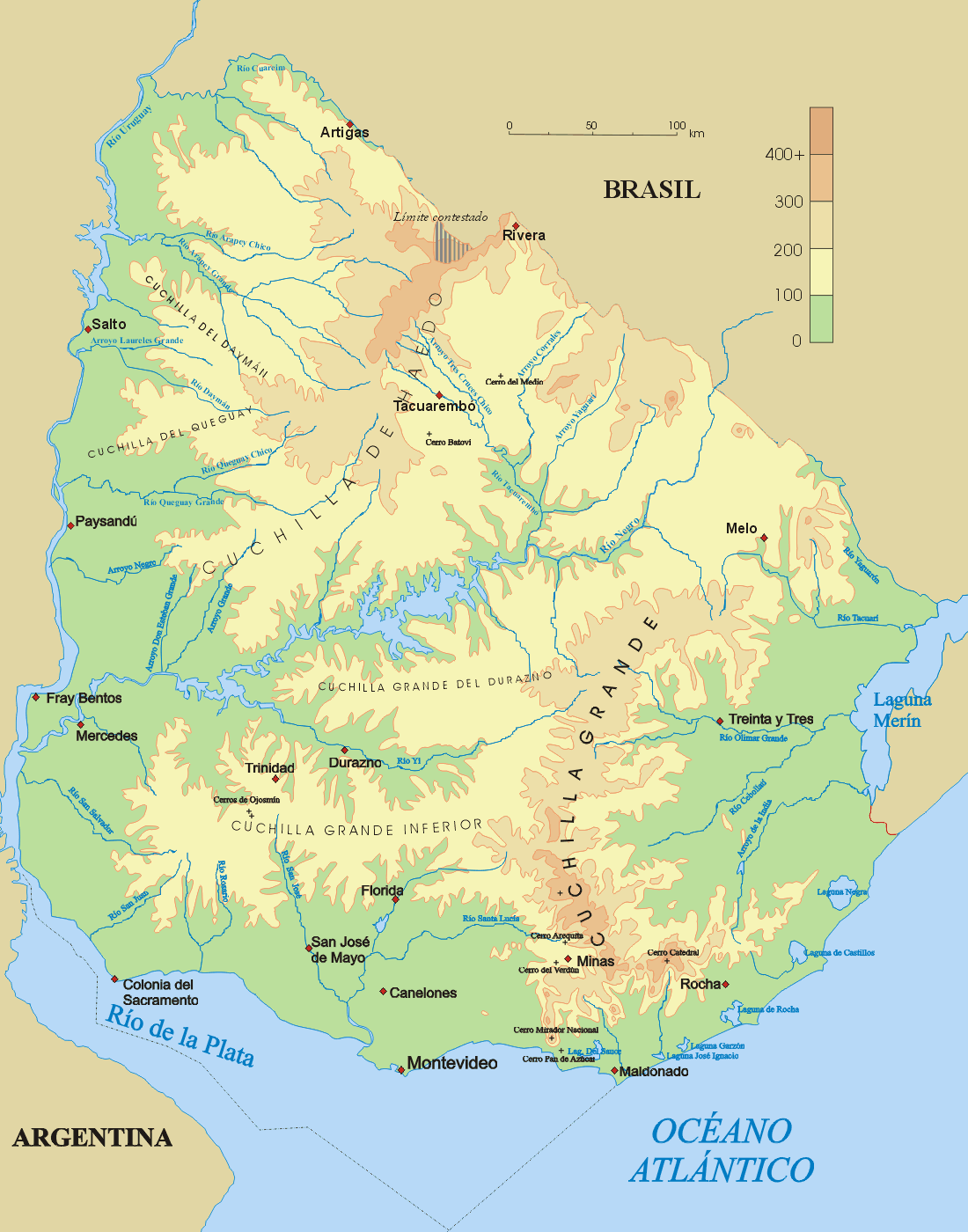
Фізична карта Уругвая

Кучілья-де-Аедо (ісп. Cuchilla de Haedo) — височина на північному заході  Уругваю в департаментах Такуарембо, Ривера, Артигас, Сальто та Пайсанду. Височина є східним краєм лавового плато  Парани, який круто обривається на схід. Розділяє басейни річок Ріо-Негро та Уругвай і витягнута на 200 кілометрів з північного сходу на південний захід.
Максимальна висота — до 420 метров. Річки Арапей і Дайман беруть початок на Кучілья-де-Аедо. Рослинність — субтропічна савана (кампос), зустрічаються араукарієві ліси, вічнозелені та листопадні ліси і чагарники.

## Вершини
- Серро-Батові (224 м)
- Серро-Боніто (351 м)
- Серро-Сементеріо (255 м)
- Серро-де-лос-Чівос (284 м)
- Серро-дель-Медіо (221 м)
- Серро-Лунарехо (332 м)
- Серро-Міріньяке (282 м)